# Paul Lockhart
Paul Scott "Paco" Lockhart (Amarillo, 28 de abril de 1956) foi um astronauta norte-americano, veterano de duas missões do ônibus espacial. 
Paco Lockhart formou-se em engenharia aeroespacial e matemática em seu estado natal do Texas antes de entrar para a Força Aérea dos Estados Unidos em 1981. Como piloto de testes de jatos F-16, foi selecionado para o corpo de astronautas da NASA em 1996. 
Em 2002, foi duas vezes ao espaço em missões à Estação Espacial Internacional, como piloto da nave Endeavour em dois voos diferentes, STS-111 e STS-113, retirando-se pouco depois do serviço ativo na agência. Após servir na NASA, Lockhart  completou curso no prestigiado Air War College em Londres. Sua última função militar, como coronel aviador, foi uma posição burocrática de chefia no quartel general da Força Aérea dos Estados Unidos.
Retirou-se da Força Aérea em janeiro de 2007 e retornou à NASA para assumir funções administrativas na Agência.